# Kreisarchiv Landkreis Diepholz
Das Kreisarchiv Landkreis Diepholz ist das Verwaltungsarchiv des niedersächsischen Landkreises Diepholz.
In dem Archiv wird das Archivgut des Landkreises und seiner Vorgänger archiviert und zur Einsicht für Nutzer vorgehalten. Der Umfang dieser Aufgabe ist im Niedersächsischen Archivgesetz für Kommunen nicht festgelegt.
Seit der Fusion des Landkreises Diepholz aus den Landkreisen Grafschaft Diepholz und Grafschaft Hoya im Jahre 1977 werden deren Akten vom Kreisarchiv des Landkreises Diepholz verwaltet.
Leiter des Kreisarchivs ist seit Anfang 2018 der Historiker Stephan Kathe. Vorgänger waren von 1977 bis 1998 der Diepholzer Pädagoge, Heimatforscher und Autor Hans Gerke und von 2000 bis 2017 der Diepholzer Berufsgenealoge und Heimatforscher Falk Liebezeit.
Mit Hilfe des Kreisarchivs sind Veröffentlichungen über historische Abläufe der Verwaltung, den Straßenbau, Ortsentwicklung, Entwicklung des Schulwesens im Landkreis Diepholz – etwa in den Heimatblättern des Landkreises Diepholz – möglich. Die Bestände beinhalten Akten seit ca. 1770, Karten, Urkunden seit 1458, Nachlässe und alte Ausgaben der regionalen Zeitungen.
Untergebracht waren diese Unikate – dieses Kulturgut – bis 2011 in Räumen der alten Landwirtschaftsschule in der Nähe des Diepholzer Bahnhofs und danach im Barnstorfer Ortsteil Eydelstedt, im sogenannten Hülsmeyer-Park. Seit 2021 hat das Kreisarchiv seinen Platz in einem Neubau in der Niedersachsenstr. 2 in Diepholz.